# Expression Direkt
Expression Direkt (Express D) est un groupe de hip-hop français, originaire de Mantes-la-Jolie, dans les Yvelines. Créer en 1992, il se compose initialement de Delta (Jean-Luc Elizabeth), Kertra (Rachid Bioubi), Le T.I.N. (Mouelle Njoh Njoh) et Weedy (Michael Haustant).  
En 1994 ils apparaissent dans la première compilation indépendante du Rap Français Hardcore "Ghetto Youth Progress" produit par Rud Lion, Don Lascar et Frencky.  
Le titre Dealer pour survivre (dans le film on peut entendre le titre Mon Esprit Part En C*** !), apparait dans la BO du film La Haine.  
En 1996, Le T.I.N. et Weedy auto-produisent l'album Guet-apens sur lequel participent JoeyStarr, D. Abuz System, Mysta D, Kery James et Rohff (qui signe alors son premier titre). 
Après plusieurs collaborations avec d'autres artistes, le premier album Le Bout du monde réalisé par Rudlion sort le 7 avril 1998, leur permet de placer leur département sur la carte du hip-hop avec le tube 78, classé 82e des classements musicaux français. L'album Le Bout du monde, lui, atteint la 19e place des classements musicaux français.
Le groupe est considéré comme l'un des premiers precurseurs du rap hardcord avec le Ministère AMER.

## Biographie

### Origines
À son lancement, le groupe s'appelle Express D. Il cultive un style influencé par les origines sociales de chacun de ses membres ; dans les quartiers du Val Fourré à Mantes-la-Jolie d'où ils viennent, le funk et la soul sont plus écoutés que le rap. Express D se forme au sein des Soul Terrifik Kidz[réf. nécessaire].
Ils avaient pour manager/mentor Marc Gillias dit Rud Lion, un producteur de hip-hop très craint et très respecté assassiné par balles en novembre 1999 à la terrasse d'un café. Rud Lion étant également un proche de Nordine Nasri dit Nono le Barge, l'une des figures du grand banditisme en France.

### Premiers succès
Depuis leur première apparition discographique sur la compilation Ghetto Youth Progress en 1994, les quatre membres d'Expression Direkt ne cessent de faire parler d'eux. Réputé pour sa sincérité et son radicalisme qui lui valent une réputation de « racailles », Express D s'impose comme un groupe phare avec son premier titre Mon esprit part en couille, un des premiers morceaux authentiquement racailleux de l'histoire du rap en français, un classique. Ce titre plaît à Mathieu Kassovitz qui l'intègre dans la musique du film La Haine en 1995. Pour la compilation inspirée du film ils signeront Dealer pour survivre, un autre classique,,. Ils accompagnent le réalisateur dans la tournée de promotion du film au festival de Cannes et sur les plateaux de télévision (Nulle part ailleurs, Le Cercle de minuit...).

### Albums
En 1996, Le T.I.N. et Weedy auto-produisent l'album Guet-apens sur lequel participent Joey Starr, D.Abuz System, Kery James et Rohff (qui signe alors son premier titre). L'album, révolutionnaire à l'époque par son côté underground, figure depuis dans le classement des légendes du rap français[réf. nécessaire]. Le succès de cet album sera confirmé en 1997 avec le hit-single La Roue tourne. Cette année-là, ils marquent les esprits notamment lors d'un concert au Palace, salle qu'ils remplissent uniquement par le bouche-à-oreille.
En 1998, le premier album Le Bout du monde réalisé par Rudlion, leur permet de placer leur département sur la carte du hip-hop avec le tube 78, classé 82e des classements musicaux français. L'album Le Bout du monde, lui, atteint la 19e place des classements musicaux français. Signés chez Island Records, ils bénéficient alors d'une exposition médiatique importante et défraient la chronique au point que se créent des rivalités au sein de la scène rap. Les rumeurs finissent par conduire les radios à ne plus les diffuser et les plateaux de télévisions à ne pas les inviter. Ils sont déçus par leur expérience sur une major et, sortent en 2000 Wesh on écoute ou quoi ?, album qui marque leur retour à l'indépendance, il est également considérer par de nombreux auditeurs comme étant leur meilleur album.
Le premier album de Kertra, le labyrinthe sort le 28 mars 2000 suivi d'un deuxième "le labyrinthe 2" sortie le 28 janvier 2003. Delta sort son premier maxi intitulé "Sale temps pour une balance" sortie en 2000. Weedy sort une compilation intitulé "Soubarou Project" en 2001. 
En 2002, alors que beaucoup de stars du rap s'essoufflent, Expression Direkt entre dans le Top Album avec D.Terminé, leur album le plus dur. Kertra publie Le Labyrinthe 2 en 2003 avec les apparitions de Koma (Scred Connexion), d'Intouchable, Daddy Lord C ou La Mixture. Weedy publie son album solo en 2005, 24 heures d'un M.C Yégri sur lequel on retrouve Specta, Moda ou la chanteuse Dawn Silva (ancienne complice de Snoop Dogg).
Avec son propre label Phenomene Records, Le T.I.N. produit Le Code de l'honneur, premier album de Rohff. Kertra, quant à lui, réalise son premier projet solo Le Labyrinthe sur lequel il invite le 113, Rohff, Kery James, la FF et Daddy Lord C. 
Suivra le Guet-apens 2, qui verra Disiz La Peste, Rohff et Daddy Mory prêter main-forte à Weedy et Le T.I.N. qui seront aussi épaulés par Mysta D pour ce projet. 
Delta publie son album solo en février 2008, L'Art de la guerre. 
En 2012, Weedy et Kertra annoncent le retour du groupe pour un dernier album Dernier Brako.

### Influences
Express D a influencé bon nombre d'artistes, et est une figure emblématique aussi bien pour l'underground que pour le show-business. Controversés, leur sens de l'humour, leur engagement social, leur fidélité aux principes du hip-hop et leurs influences musicales en font un groupe à part, ayant su garder intact ses idéaux des débuts. « Si un jour le hip-hop français devait payer son dû à un groupe en particulier, il est certain que celui-ci serait Expression Direkt de par l'emprise (non reconnue) que ce groupe a sur le son d'ici. » De nombreux artistes fut influencé par le groupe.

## Discographie

### Albums studio
- 1998 : Le Bout du monde
- 2000 : Wesh on écoute ou quoi ?
- 2002 : D.Terminé

### EPs
- 1995 : Mon esprit part en c...
- 2004 : X Sessions

### Singles
- 1998 : 78
- 1998 : C'est du rekdi
- 1999 : Rien ne baigne

### Solos
- 1996 : Guet-Apens - Weedy & Le T.I.N. & Mysta D. (D. Abuz system)
- 1998 : L'Âme des guerriers - Compilation réalisée par Delta & Régis a.k.a Redgees
- 2000 : Le Labyrinthe - Kertra
- 2000 : Sale Temps pour une balance - Delta & Redgees
- 2001 : Soubarou Project - Compilation réalisée par Weedy
- 2001 : Guet-Apens 2 - Weedy & Le T.I.N. & Mysta D. (D. Abuz system)
- 2001 : Jet-Set des Caves - Weedy, Delta & Disiz La Peste
- 2003 : Le Labyrinthe 2 - Kertra
- 2005 : 24 Heures d'un M.C Yégri - Weedy
- 2008 : L'Art de la Guerre - Delta

### Apparitions
- 1994 : Expression Direkt - Ghetto Youth Progresss (compilation)
- 1995 : Expression Direkt - Dealer pour survivre (sur La Haine, musiques inspirées du film)
- 1997 : Le T.I.N feat. Rohff et La Sexion - La Vie est une chienne (sur la compilation Nord vs. Sud)
- 1997 : Weedy feat. Delta & Cynéfro - An Tchou Aï (sur la compilation Nord vs. Sud)
- 1997 : Kertra feat. Sayd - Pas de rêve (sur la compilation Nord vs. Sud)
- 1997 : Expression Direkt - La Roue tourne (sur la compilation L 432)
- 1997 : Weedy - Les Bâtards (sur la compilation Mysta D. presents L'invincible Armada)
- 1997 : Delta - L'argent c'est la vie (sur la compilation Mysta D. presents L'invincible Armada)
- 1997 : Kertra - Le rêve de mon père (sur la compilation Mysta D. presents L'invincible Armada)
- 1997 : Le T.I.N - Le Phenix (sur la compilation Mysta D. presents L'invincible Armada)
- 1997 : Expression Direkt & Rohff - J'fais pas de sentiment (sur la compilation Invasion)
- 1997 : Expression Direkt - Makou, EJM feat. Weedy (album Controverse)
- 1998 : Expression Direkt - Fin de lutte (sur la compilation Sachons dire NON Vol.1)
- 1998 : Expression Direkt - L'Âme des guerriers
- 1998 : Expression Direkt - Vague nocturne
- 1999 : Delta feat. Fdy Phenomen, Mc Jean Gab'1 & Karl - Parait qu't'es hardcore (sur la compilation Premiere Classe Vol.1)
- 1999 : Expression Direkt - Dealer pour survivre (sur la compilation Le groove prend le maxi)
- 2000 : Expression Direkt feat. Mysta D. et Sayd - Ouf dans ma tête (sur la compilation Menace 2000)
- 2000 : Expression Direkt Feat Mafia K'1 Fry et Boogotop - Le labyrinthe (sur la compilation Menace 2000)
- 2001 : Expression Direkt - Société tu m'auras pas (sur la compile Hexagone 2001)
- 2001 : Delta feat. Kertra, 113 et Rohff - Le Labyrinthe (sur la compilation Hold Up)
- 2001 : Delta - Sale temps pour une balance (sur la compilation Hold Up)
- 2001 : Kertra feat. Sat et Don Choa - Business (sur la compilation Hold Up)
- 2003 : Expression Direkt - K.O. (sur la compilation Interdit en Radio Vol.1)                   Weedy et T.I.N (sur l’album de Tinot Vendetta « A l’ombre de la haine »)
- 2004 : Delta - RRLM (sur la compilation Bâtiment B: Hommage...)
- 2004 : Kertra - Hommage (sur la compilation Bâtiment B: Hommage...)
- 2004 : Alibi Montana feat. Delta - Sale balance (sur l'album d'Alibi, 1260 jours)
- 2004 : Rohff feat. Expression Direkt - Le son de la hagra (sur l'album de Rohff, La fierté des nôtres)
- 2005 : Delta - Le Retour du Mac (sur la compilation De la poudre au Rap)
- 2006 : Delta feat. Nasme, Bastos, Kazkami, Amara... - Panam All Stars (sur la mixtape Têtes Brulées Vol.3)
- 2006 : Samat feat. Delta - Dans la peau d'une arme (sur l'album de Samat, Juste milieu)
- 2006 : Gapozé feat. Expression Direkt - 7.8 Attentat (sur l'album de Gapozé, Pour annoncer les couleurs)
- 2007 : Expression Direkt - Classé sans suite (sur la compilation 78 All Stars)
- 2007 : Puissance Nord feat. Delta Expression Direkt - On veut la paix
- 2008 : Kobra5.13 & Nino Du K2Banlieue feat. Delta Expression Direkt - Y A Pas De Hasard (sur l'album Tu peux pas test de Kobra5.13)
- 2012 : Expression Direkt - Voilà l’Express D (sur la net-tape Leçons d’en Bas volume 6)
- 2025 : Dhental - Explicites lyricistes (sur l'album Banlieue poésie)